# Ménil-sur-Saulx
Pour les articles homonymes, voir Mesnil et Saulx.
Ménil-sur-Saulx est une commune française située dans le département de la Meuse, en région Grand Est.

## Géographie

### Localisation
Ménil-sur-Saulx est situé dans le département de la Meuse à vol d'oiseau à 18 km de la préfecture Bar-le-Duc et à 64 km de la sous-préfecture Verdun dans la vallée de la Saulx. Les autres villes proches sont Saint-Dizier à 22 km et Ligny-en-Barrois à 10 km. Nancy est à 80 km et Châlons-en-Champagne à 85 km.
Le territoire de la commune est limitrophe de 6 communes.
| Stainville          | Nant-le-Petit      |                      |
|                     | Ménil-sur-Saulx    | Fouchères-aux-Bois   |
| Juvigny-en-Perthois | Dammarie-sur-Saulx | Le Bouchon-sur-Saulx |

Maulan au nord-est et Aulnois-en-Perthois à l'ouest sont des communes voisines proches mais non limitrophes.

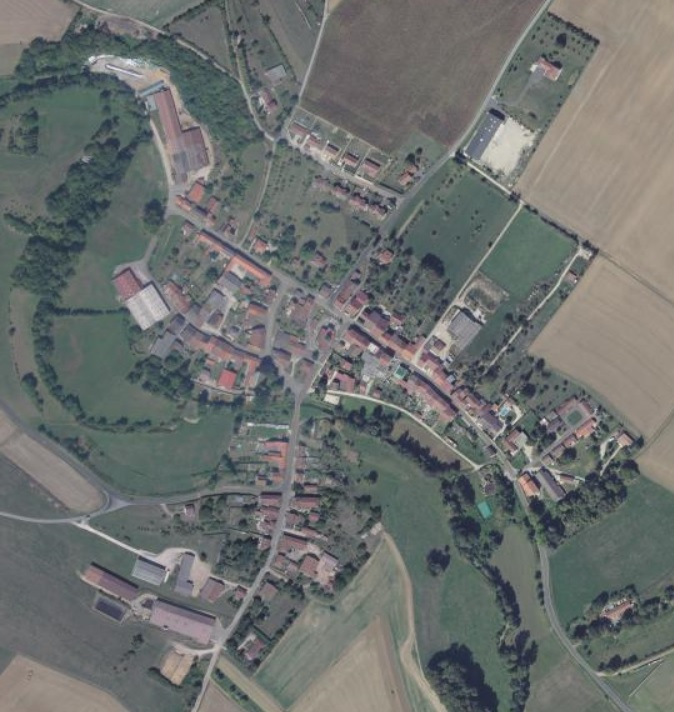
Vue aérienne.
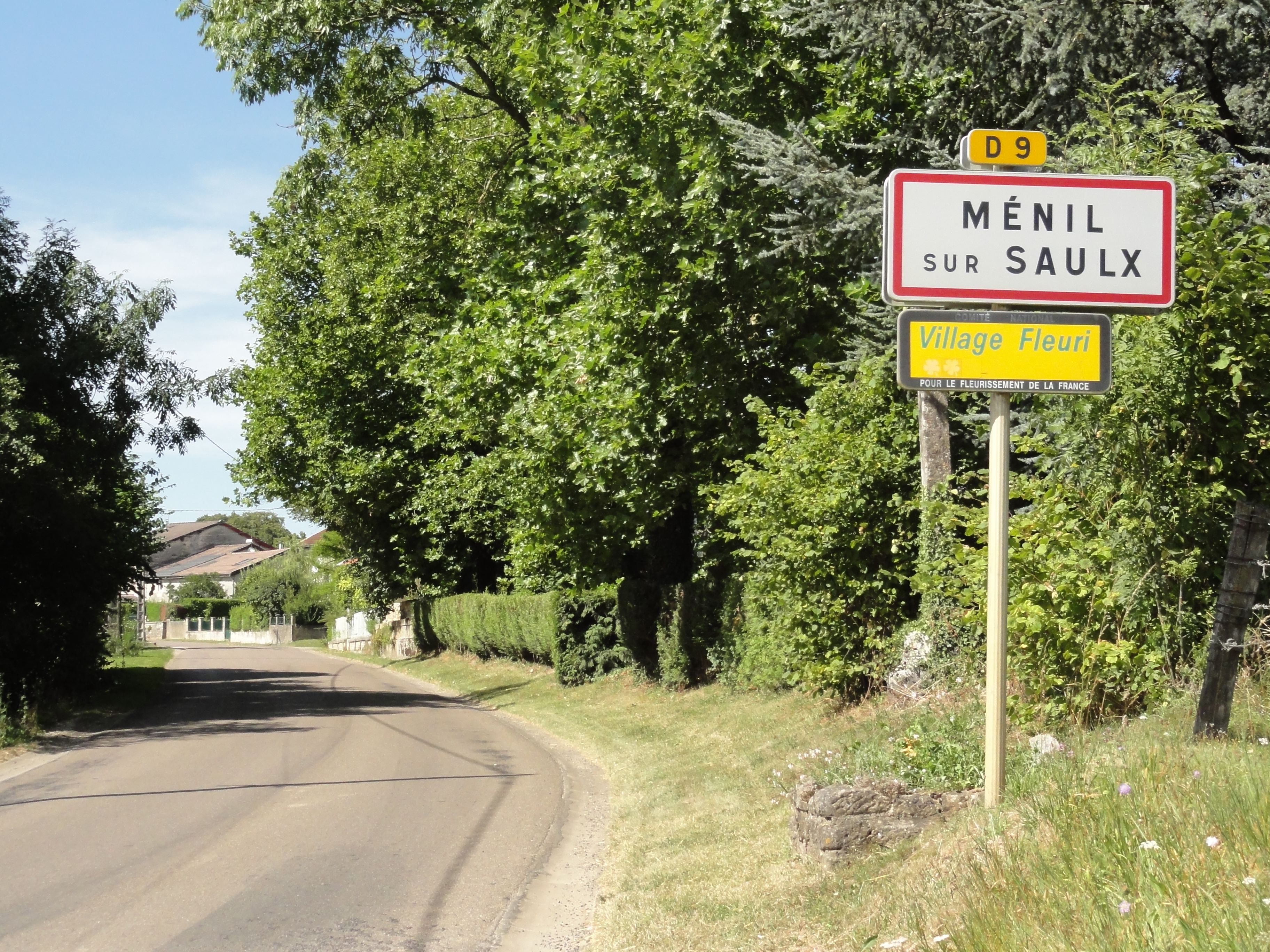
Entrée de Ménil-sur-Saulx.

### Relief et paysages

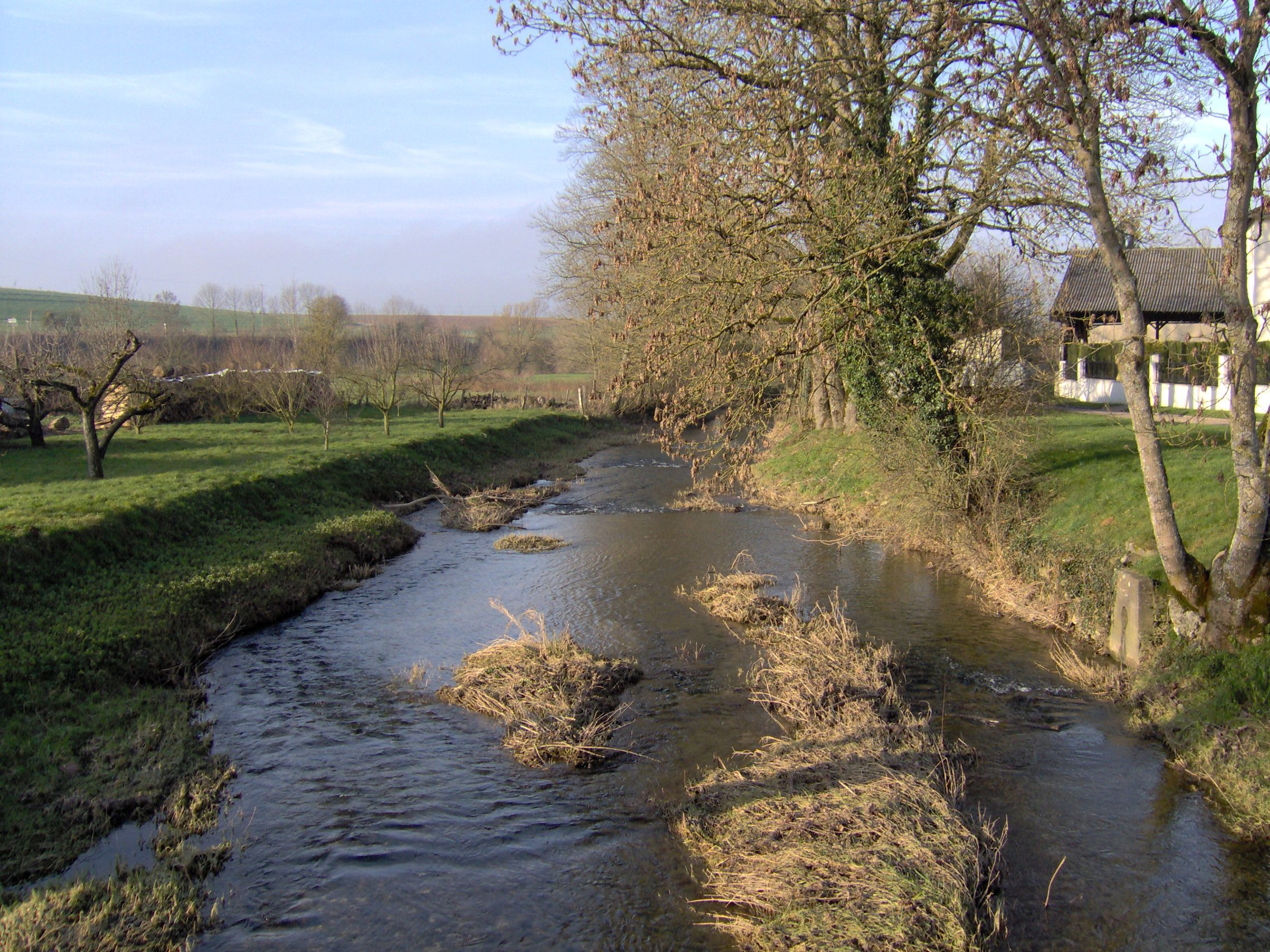
La Saux à Ménil-sur-Saulx.

La commune est située dans la plaine de la Saulx et s'étale entre 214 et 291 m d'altitude. Le centre-bourg est majoritairement construit sur le versant ensoleillé au nord de la Saulx. Au nord, des coteaux boisés aboutissent aux espaces agricoles sur un plateau ondulant. Au sud, un espace agricole est situé entre les coteaux boisés en bas et des boisements et la forêt communale en haut.

### Géologie
La commune se situe en bordure orientale du Bassin de Paris dans la zone géologique du Barrois, appartenant à l'étage du Tithonien, le dernier étage stratigraphique du Jurassique supérieur (Malm). Trois grandes zones pédologiques sont décrites :
- sable du Valanginien : un sol facile à travailler, mais relativement humide. À Ménil-sur-Saulx, ce sol est peu épais et est constitué pour la plupart des sablo-calcaires ;
- calcaires du Portlandien : des roches massives qui par dégradation ont formé des sols caillouteux, limoneux argileux imperméable et assez sec ;
- alluvions de la Saulx : Les alluvions ont formé un sol en général épais, sablo-limoneux. L'humidité varie avec le niveau de la nappe phréatique[2].

Le sol des terrains comprend les trois éléments des terres arables, toutefois le nord du village est calcaire, le sous-sol est formé de roche. La partie sud du territoire est tantôt sableuse, tantôt argilo-ferrugineuse, avec un sous-sol argileux et minéral.

### Hydrographie
La commune est dans la région hydrographique « la Seine de sa source au confluent de l'Oise (exclu) » au sein du bassin Seine-Normandie. Elle est drainée par la Saulx,.
La Saulx, d'une longueur de 115 km, prend sa source dans la commune de Germay et se jette  dans la Marne à Vitry-le-François, après avoir traversé 39 communes. La Saulx, venant du Bouchon-sur-Saulx, entre sur le territoire de Ménil à l’est, environ 1200 m en amont du village qu’elle divise en deux parties. Elle alimentait un ancien moulin, transformé en huilerie, au moyen d’un canal de dérivation qui vient rejoindre la rivière au-dessous du village après un parcours d’environ 400 m, ce qui forme une ile dite « Prés sous le Moulin ». Elle se dirige ensuite vers Stainville en décrivant une forte courbe, autour de la côte Martinot. Elle ne reçoit aucun affluent sur le territoire de Ménil, toutefois lors des grandes pluies ou des fontes de neige, le Val d’Osier se change en petit torrent. En temps ordinaire, la Saulx n’est pas forte à Ménil et même pendant les sécheresses de l’été, elle tarit complètement quoiqu’elle coule encore en amont et en aval, aussi faut-il de grandes pluies pour qu’elle déborde.

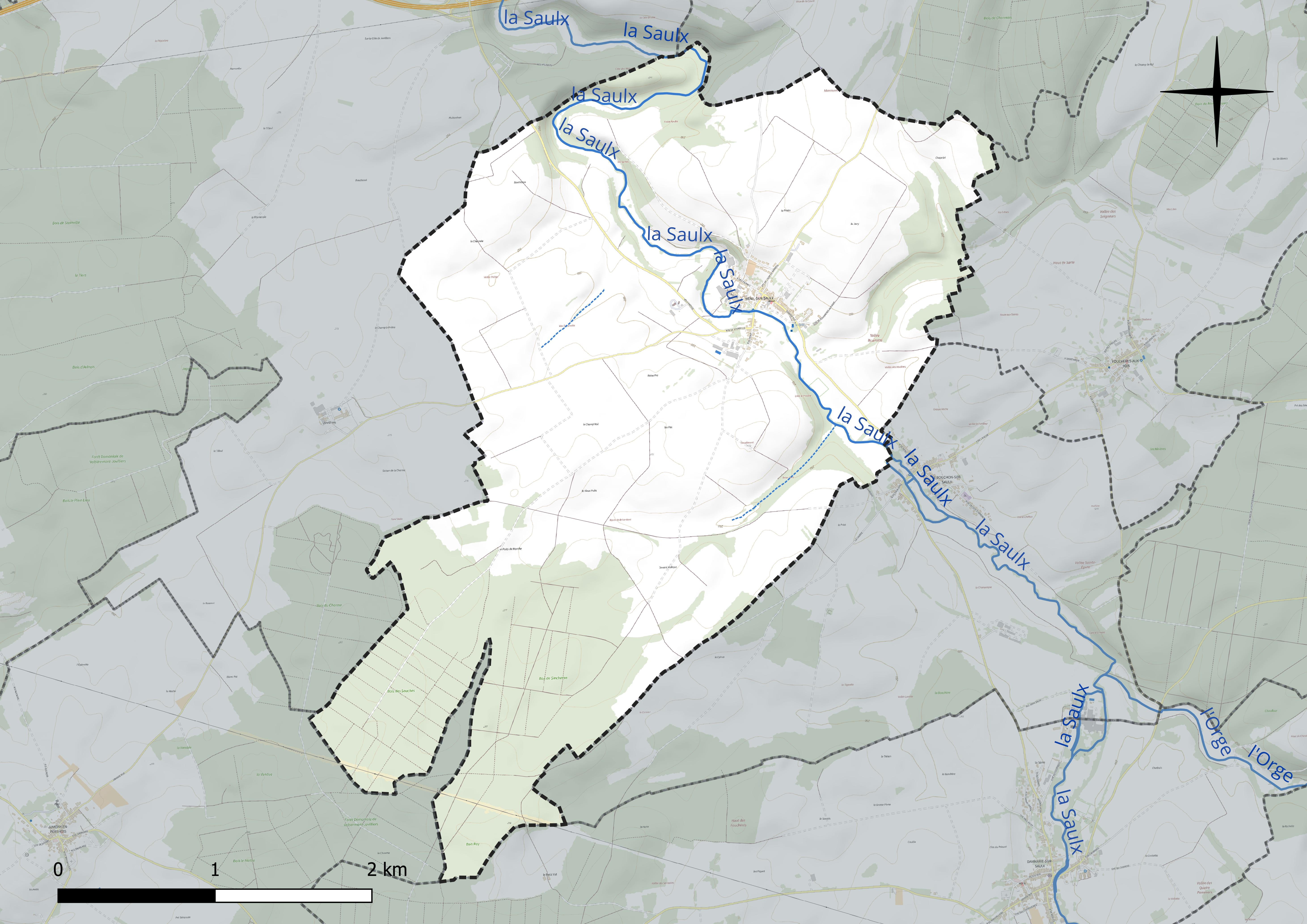
Réseau hydrographique de Ménil-sur-Saulx.

### Climat
Pour des articles plus généraux, voir Climat du Grand Est et Climat de la Meuse.
En 2010, le climat de la commune est de type climat de montagne, selon une étude du Centre national de la recherche scientifique s'appuyant sur une série de données couvrant la période 1971-2000. En 2020, Météo-France publie une typologie des climats de la France métropolitaine dans laquelle la commune est exposée à un climat océanique altéré et est dans la région climatique  Lorraine, plateau de Langres, Morvan, caractérisée par un hiver rude (1,5 °C), des vents modérés et des brouillards fréquents en automne et hiver.
Pour la période 1971-2000, la température annuelle moyenne est de 10 °C, avec une amplitude thermique annuelle de 16,3 °C. Le cumul annuel moyen de précipitations est de 1 025 mm, avec 14,1 jours de précipitations en janvier et 9,7 jours en juillet. Pour la période 1991-2020, la température moyenne annuelle observée sur la station météorologique de Météo-France la plus proche, « Chevillon_sapc », sur la commune de Chevillon à 13 km à vol d'oiseau, est de 11,1 °C et le cumul annuel moyen de précipitations est de 982,1 mm. 
La température maximale relevée sur cette station est de 40,6 °C, atteinte le 25 juillet 2019 ; la température minimale est de −17,4 °C, atteinte le 20 décembre 2009,,.
Les paramètres climatiques de la commune ont été estimés pour le milieu du siècle (2041-2070) selon différents scénarios d'émission de gaz à effet de serre à partir des nouvelles projections climatiques de référence DRIAS-2020. Ils sont consultables sur un site dédié publié par Météo-France en novembre 2022.

### Voies de communication et transports
Le village de Ménil-sur-Saulx est traversé par deux routes départementales :
- la route départementale D 129a qui relie Juvigny-en-Perthois à la route nationale 4, allant de l'est à l'ouest ;
- la route départementale D 9, qui relie Stainville à Dammarie-sur-Saulx, allant du nord au sud.

À Ménil-sur-Saulx, il y a un arrêt de RITM à la demande sur la ligne de service des cars Montiers ↔ Bar-le-Duc.
Les gares SNCF les plus proches sont la gare de Saint-Dizier à 20 km avec des liaisons TER vers Paris-Est, Reims et Dijon ; et la gare de Bar-le-Duc à 22 km avec des liaisons TER et TGV vers Paris-Est, Reims, Nancy, Strasbourg.

## Toponymie
Dans les anciens documents se trouvent les variantes Mesnus-sur-Saulx (1301), Manillis-supra-Salecum et Mesnilz-sus-Saulx (1402), Mesnulz-sur-Saulx (1579), Manile-super-Saltum (1711) et mansile-super-Saltum (1759). Salecum est dérivé de salix, saule. 
À l’époque carolingienne, le principal élément de la propriété territoriale était le manse.
Le mot latin mansus, dimunitif ma[n]sionem, en gallo-romain masionile, a donné en français manse, diminutif mesnil ou ménil, qui désigne une petite terre avec maison d’habitation (maison – masure). À ménil s'est adjoint le cours d’eau : Ménil-sur-Saulx.
Saltum, utilisé postérieurement, signifierait sault : bois, forêt, et semble être ici du latin de cuisine. Seulement la première étymologie est retenue dans une thèse récente sur la hydrographie de la Saulx.

## Urbanisme

### Typologie
Au 1er janvier 2024, Ménil-sur-Saulx est catégorisée commune rurale à habitat dispersé, selon la nouvelle grille communale de densité à sept niveaux définie par l'Insee en 2022.
Elle est située hors unité urbaine et hors attraction des villes,.

### Occupation des sols
L'occupation des sols de la commune, telle qu'elle ressort de la base de données européenne d’occupation biophysique des sols Corine Land Cover (CLC), est marquée par l'importance des territoires agricoles (66,1 % en 2018), une proportion sensiblement équivalente à celle de 1990 (66,7 %). La répartition détaillée en 2018 est la suivante :
terres arables (59,5 %), forêts (31,6 %), prairies (6,6 %), zones urbanisées (2,3 %). L'évolution de l’occupation des sols de la commune et de ses infrastructures peut être observée sur les différentes représentations cartographiques du territoire : la carte de Cassini (XVIIIe siècle), la carte d'état-major (1820-1866) et les cartes ou photos aériennes de l'IGN pour la période actuelle (1950 à aujourd'hui).

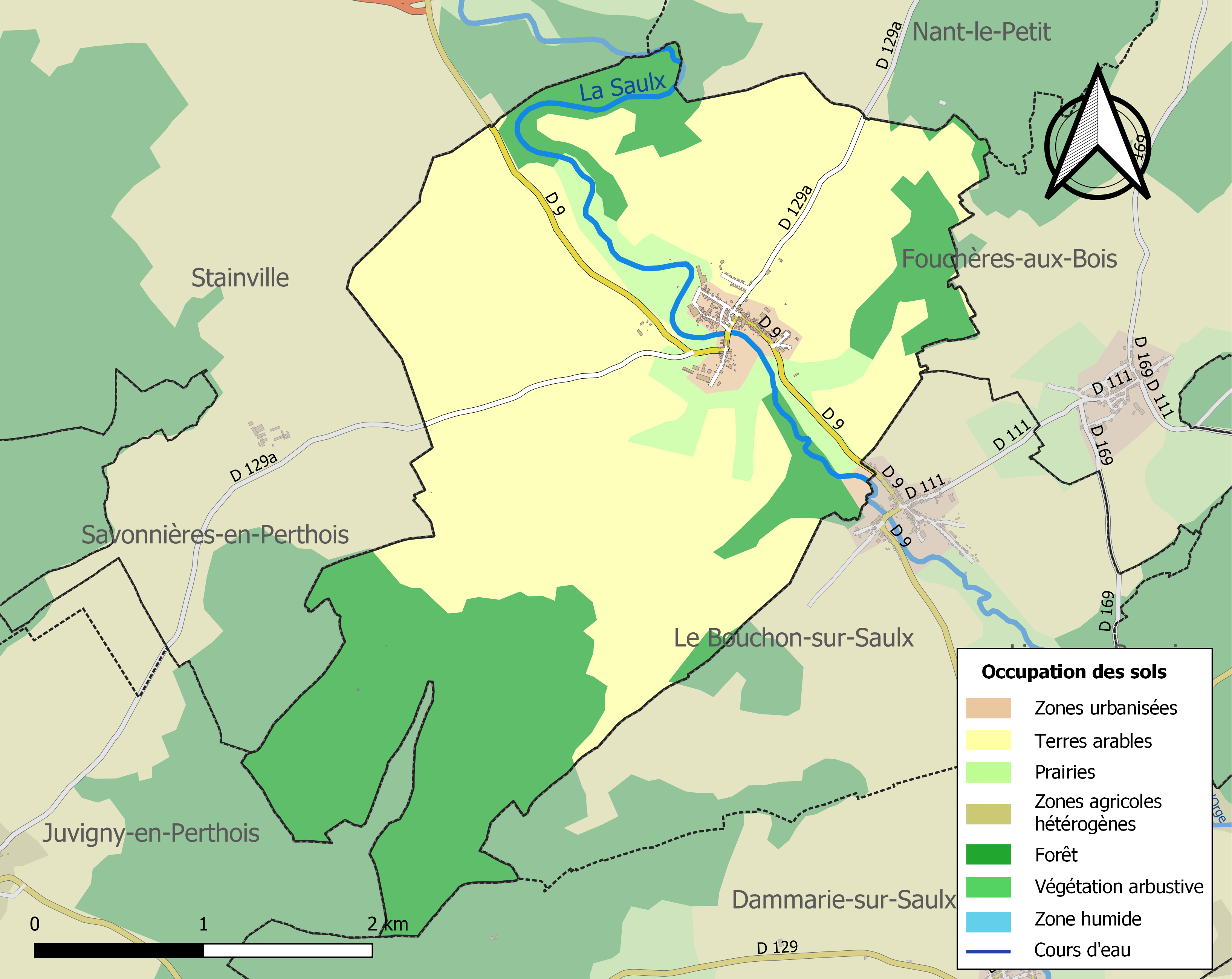
Carte des infrastructures et de l'occupation des sols de la commune en 2018 (CLC).

### Morphologie urbaine
L'ensemble des habitations est en majeure partie localisé dans le bourg et en faible partie dans quelques lieux-dits attenants au bourg. Quelques habitations agricoles sont dispersées sur le territoire.

### Logement
En 2007, le nombre total de logements dans la commune était de 107. Parmi ces logements, 91 % étaient des résidences principales, 7 % des résidences secondaires et 2 % des logements vacants.

### Projets d'aménagement urbain
Avant 2012, la commune n’est dotée d’aucun document d’urbanisme.
Depuis 2017, la planification urbaine est une compétence de la Communauté de communes des Portes de Meuse, qui en 2019 a émis un Plan local d'urbanisme intercommunal de la Haute-Saulx, qui comprend aussi Ménil-sur-Saulx,.

## Histoire

### Préhistoire et Antiquité
Avec quelque certitude, on peut faire remonter l'origine de cette localité jusqu’à l'époque gallo-romaine, car outre que le nom de Mansille l'indique, dans plusieurs parties de son territoire, on rencontre des traces évidentes du long séjour des vainqueurs des Gaulois.
On y trouve de vieux puits, et aux environs, on voit encore sur le sol des traces de constructions antiques, des débris de grandes tuiles plates à rebords, de grosses tuiles creuses, et des tessons de poterie. Dans la contrée du fonds Doliée, se trouvent des traces de bâtiments anciens, il en a été extrait quantité de moellons et de pierres de taille, un grand bronze et un cuvier en pierre de taille. Il est probable que tous ces terrains, lieux dits : Puits de Marche, Veille Fontaine, Fonds Doliée étaient couverts d'habitations.
Au sud-est du village, du côté des bois, on rencontre une quantité considérable de scories de fer et surtout de masses dans lesquelles on remarque des parties de minerai de fer qui ne sont pas arrivés à l'état de fusion, ainsi que des charbons et morceaux de bois à demi-consumés.
Le sol était d'une grande quantité de fosses ayant la forme d'un cône renversé, et que c'était toujours près de ces excavations, que le temps et la culture ont comblées que l'on rencontrait de ces masses, faisant entrevoir la méthode dont les gallo-romains se servaient pour fondre le minerai de fer, qu'ils trouvaient sur place.

### Moyen Âge et Temps modernes
En 1578, une prévôté est créée, réunissant Stainville, Ménil, Lavincourt et Montplonne au profit de Louise de Stainville. L'acte de création contient la première mention connue du château de Ménil-sur-Saulx.
Avant la Révolution française et le Concordat de 1801, Ménil-sur-Saulx faisait partie de l'ancien diocèse de Toul, de l'archidiaconé de Reynel (variante : Rinel) et du doyenné de Dammarie, ressortissant du président de Châlons et au parlement de Paris.

### De la Révolution à l'Époque contemporaine
De 1790 à 1807 environ, Ménil-sur-Saulx faisait partie du canton éphémère de Stainville, ensuite la commune entre dans le canton de Montiers-sur-Saulx.
Après le Concordat de 1801, la cure fait partie de l'éphémère diocèse de Nancy-Toul, puis du diocèse de Verdun, de l'archiprêtré de Bar-le-Duc et du doyenné de Montiers-sur-Saulx.
Au début du XXIe siècle, Ménil-sur-Saulx fusionne avec une trentaine de paroisses formant la paroisse Saint Eloi Saulx et Perthois.

## Politique et administration

### Répartitions administratives et électorales
Sur le plan administratif, Ménil-sur-Saulx fait partie de l'arrondissement de Bar-le-Duc et, avant la réforme territoriale de 2014, faisait partie du canton de Montiers-sur-Saulx. Ménil-sur-Saulx fait partie de la communauté de communes des Portes de Meuse, créée le 1er janvier 2017, et qui regroupe 51 communes. Avant cela, de 1999 à 2016, Ménil-sur-Saulx faisait partie de l'ancienne communauté de communes de la Haute Saulx.
Sur le plan électoral, Ménil-sur-Saulx est l'une des 303 communes de la Première circonscription de la Meuse et depuis le redécoupage cantonal de 2014, l'une des 41 communes du canton de Ligny-en-Barrois.

## Population et société

### Démographie
L'évolution du nombre d'habitants est connue à travers les recensements de la population effectués dans la commune depuis 1793. Pour les communes de moins de 10 000 habitants, une enquête de recensement portant sur toute la population est réalisée tous les cinq ans, les populations de référence des années intermédiaires étant quant à elles estimées par interpolation ou extrapolation. Pour la commune, le premier recensement exhaustif entrant dans le cadre du nouveau dispositif a été réalisé en 2007.

En 2022, la commune comptait 245 habitants, en évolution de −6,84 % par rapport à 2016 (Meuse : −4,4 %, France hors Mayotte : +2,11 %).
| 1793 | 1800 | 1806 | 1821 | 1831 | 1836 | 1841 | 1846 | 1851 |
| ---- | ---- | ---- | ---- | ---- | ---- | ---- | ---- | ---- |
| 345  | 395  | 432  | 437  | 467  | 485  | 495  | 501  | 516  |

| 1856 | 1861 | 1866 | 1872 | 1876 | 1881 | 1886 | 1891 | 1896 |
| ---- | ---- | ---- | ---- | ---- | ---- | ---- | ---- | ---- |
| 505  | 494  | 498  | 473  | 443  | 413  | 385  | 377  | 346  |

| 1901 | 1906 | 1911 | 1921 | 1926 | 1931 | 1936 | 1946 | 1954 |
| ---- | ---- | ---- | ---- | ---- | ---- | ---- | ---- | ---- |
| 336  | 322  | 296  | 274  | 275  | 266  | 273  | 215  | 216  |

| 1962 | 1968 | 1975 | 1982 | 1990 | 1999 | 2006 | 2007 | 2012 |
| ---- | ---- | ---- | ---- | ---- | ---- | ---- | ---- | ---- |
| 278  | 274  | 255  | 213  | 216  | 214  | 260  | 266  | 267  |

| 2017 | 2022 | - | - | - | - | - | - | - |
| ---- | ---- | - | - | - | - | - | - | - |
| 256  | 245  | - | - | - | - | - | - | - |

## Culture locale et patrimoine

### Monuments religieux
- L'église Notre-Dame de l'Immaculée-Conception est inscrite au titre des monuments historiques depuis 1997[35]. Construite en moellons et en pierre de taille, vers le XIIe ou le XIIIe siècle, elle mesure aujourd'hui 29,2 m de longueur sur 16,5 m de largeur au transept et 6,3 m pour la nef. Deux rangs d'énormes piliers carrés, sans ornement, soutiennent une voûte ogive, en pierres, blanchies avec arêtes saillantes et nervures anguleuses (l'église a été nettoyée, blanchies, le clocher a été recouvert, les vitraux ont été posés en 1986-1997. Les travaux ont coûté 6 828,40 francs). Le chœur se termine carrément. Au-dessus du grand autel est un tableau représentant l'Annonciation de l'ange à la Sainte-Vierge. De chaque côté du chœur se trouvent deux chapelles, l'une (gauche) avec un tableau représentant le martyre de saint Sébastien, l'autre (droite) avec un tableau du baptême du Christ par saint Jean-Baptiste. Ce tableau fut béni le 25 juillet 1715. Depuis sa construction, l'église a été réparée plusieurs fois et les dépenses ont occasionné des contestations avec le prieur de Silmont, notamment en 1627. La partie de la nef qui a été relevée porte la date de 1750. La chaire à prêcher en bois sculpté, remonte au XVIIe siècle et porte cette inscription JVDIGiatVa non sVM obLItVs (la chaire a été modifiée en 1897, le dais et l'inscription ont été supprimés). Les fenêtres sont ogivales, deux fois plus hautes que larges et divisées par des pierres perpendiculaires et contournées. Quelques-unes ont été agrandies. Une tour carrée placée sur le milieu de la nef avec fenêtres ogivales surmontée d'une flèche en bois, couverte en ardoises, complète l'édifice. On y remarque des traces de pierres noircies et calcinées qui indiquent que cette église aurait brûlée autrefois. Deux cloches refondues en 1854, servant pour les sonneries civile et religieuse. La seconde cloche avait été fondue en 1766 et baptisée le 25 juillet. Le duc de Choiseul en fut le parrain, « cette fête dura 3 jours ». Il n'y avait auparavant, depuis cent vingt-cinq ans qu'une cloche dans cette paroisse, ci-devant le règne de Charles IV duc de Lorraine, il y en avait trois, suivant la tradition des habitants de la paroisse. Une troisième cloche donnée par M. et Mlle Berthemin Pâquet a été posée le 30 mai 1898 après avoir été bénie par Monseigneur Pagis évêque de Verdun, le lundi de la Pentecôte jour de confirmation[3].
- La croix Mathelin, érigée en 1704 en hommage à Hilarion Mathis, prieur de l’abbaye de Jovilliers.
- Le calvaire des Quatre Tilleuls[36].

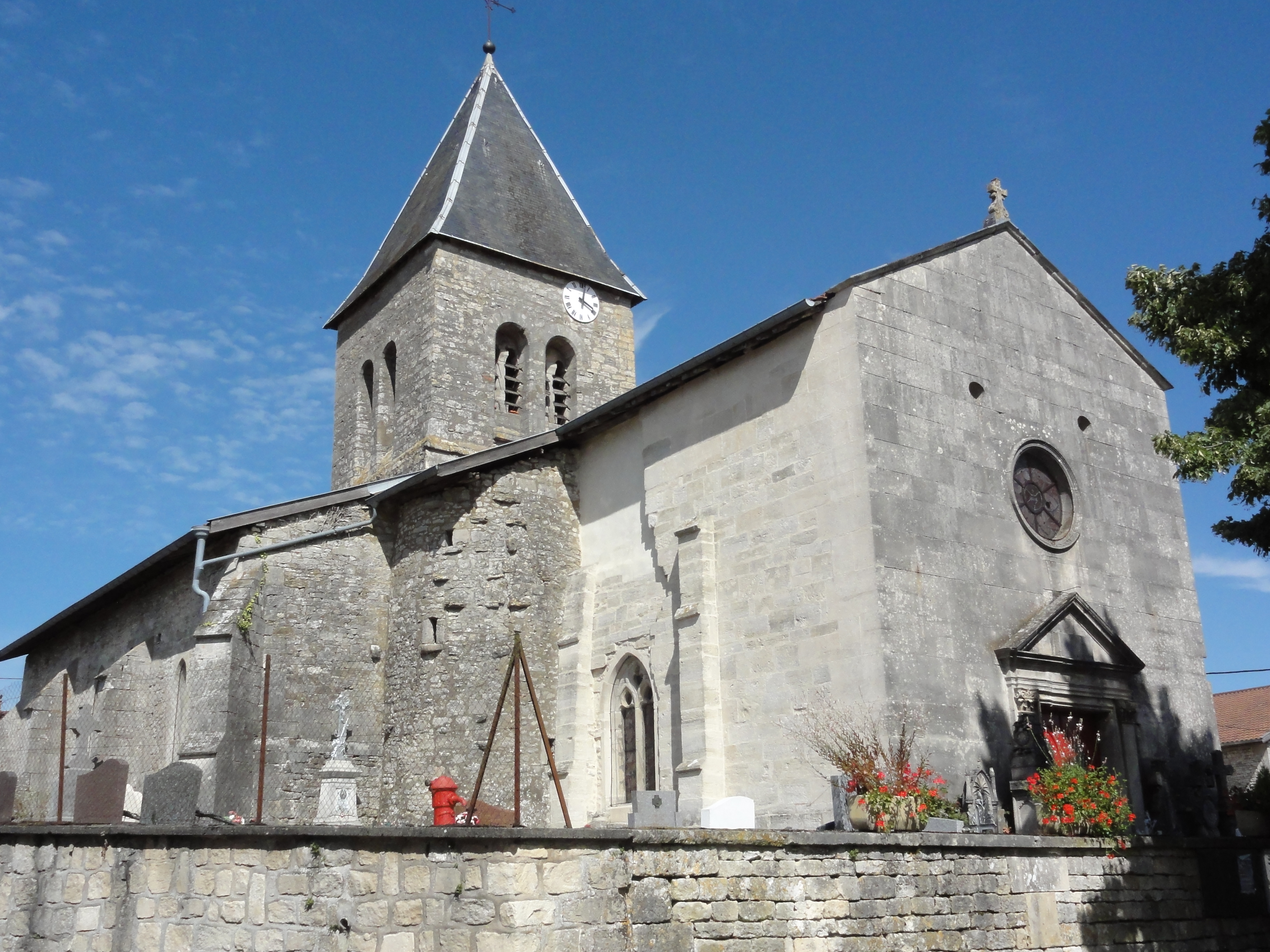
Église de l'Immaculée-Conception.
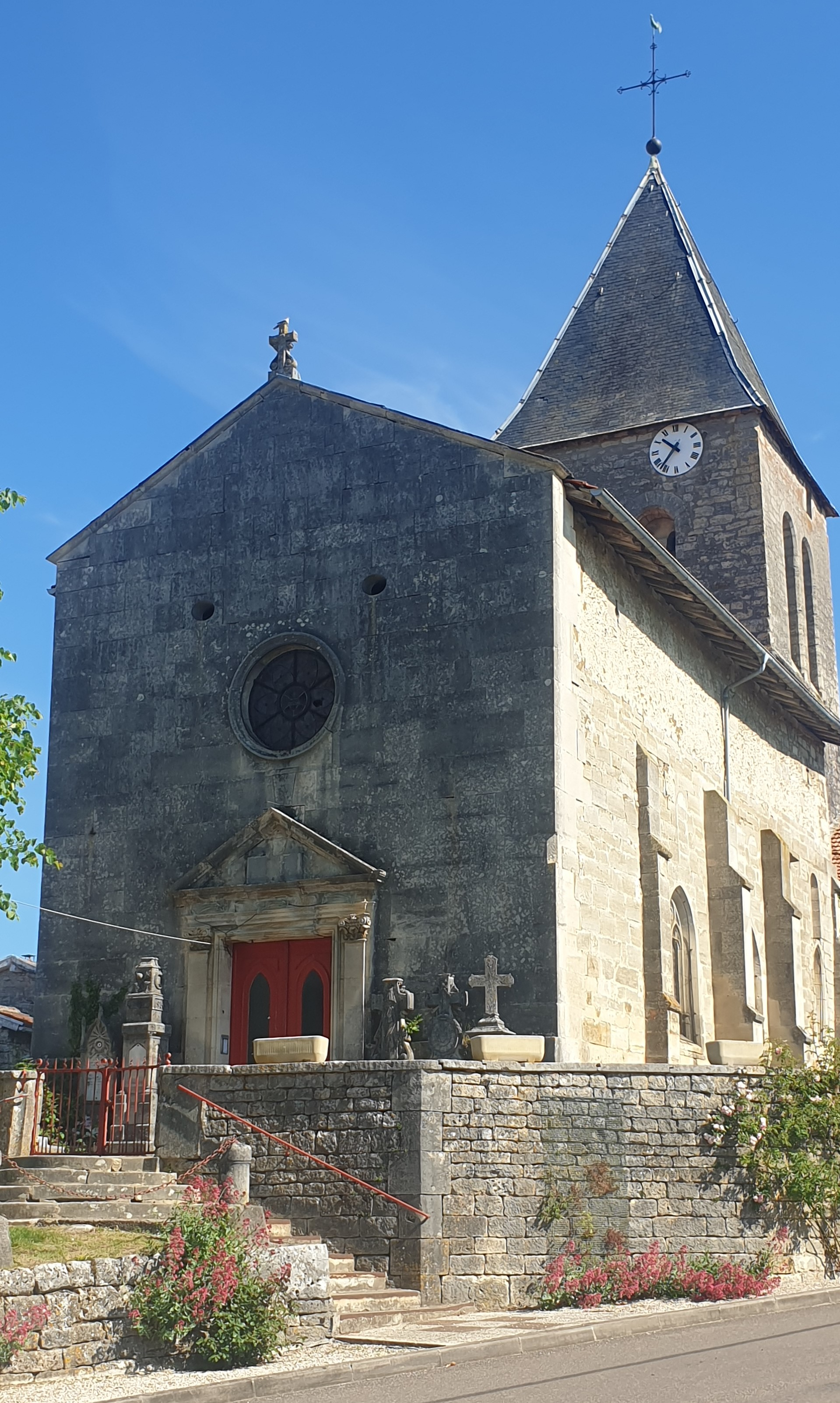
Église.
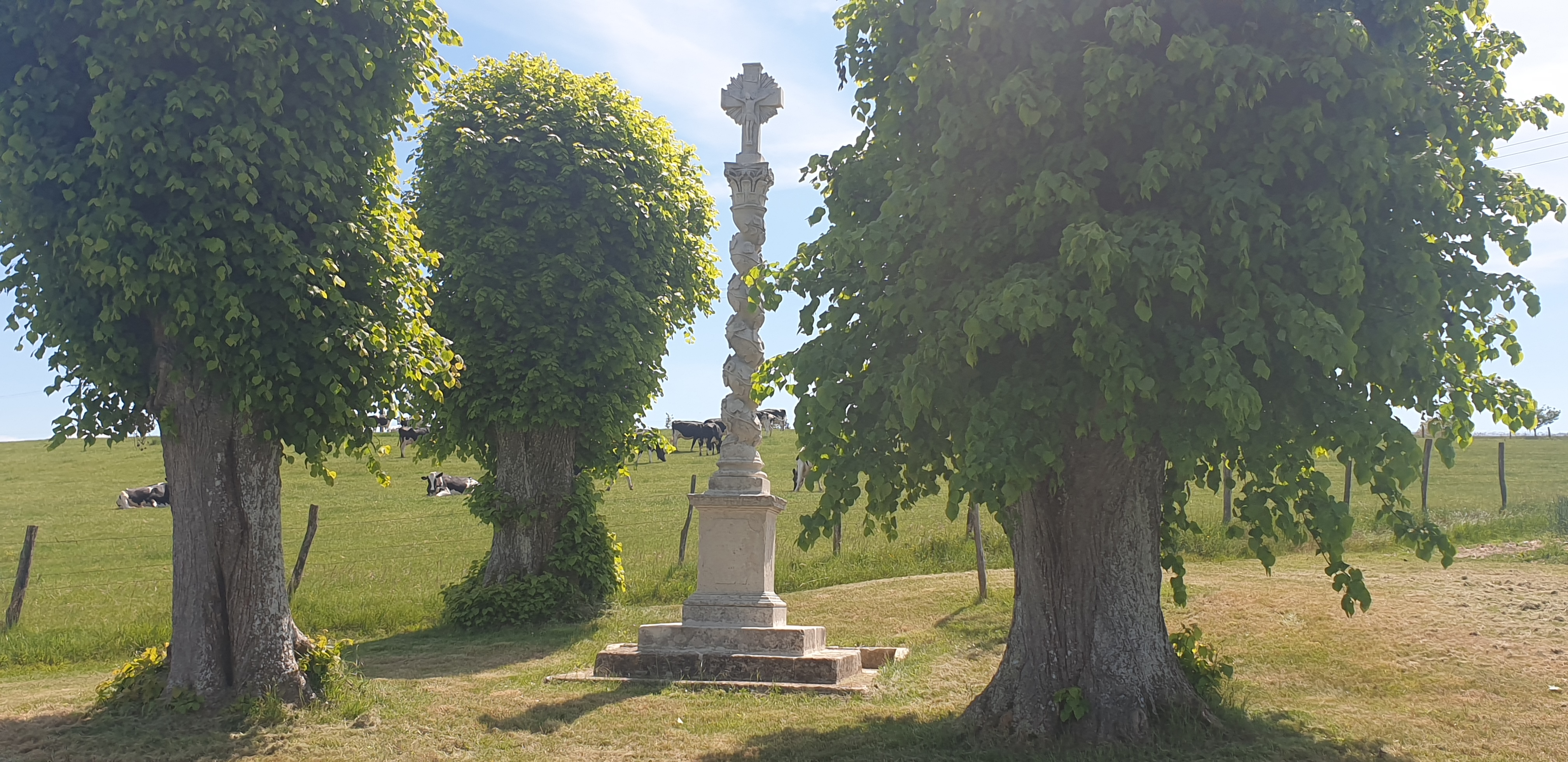
Calvaire des Quatre Tilleuls.
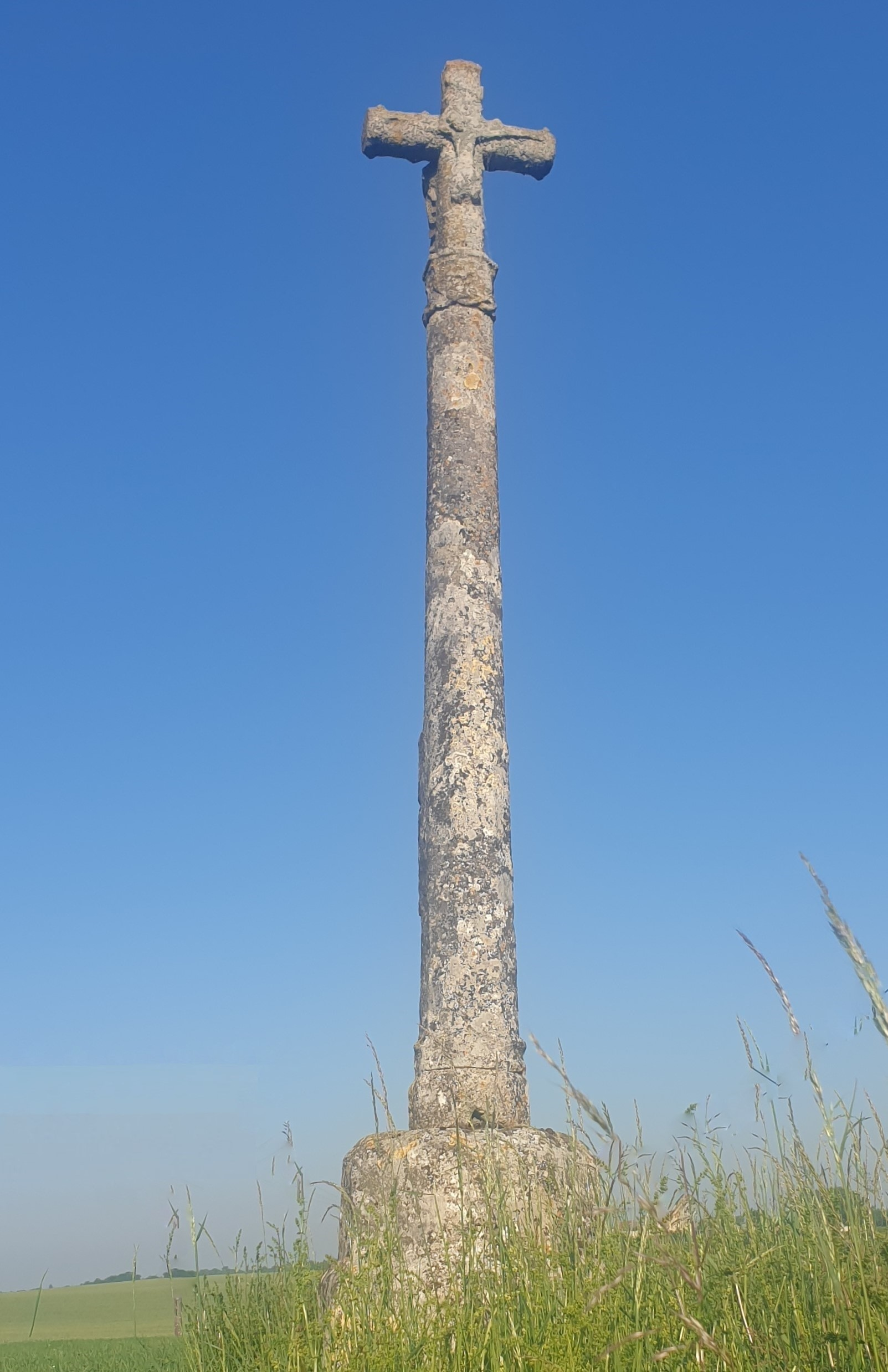
Croix Mathelin

### Monuments civils
- Le monument aux morts.
- Les berges de la Saulx.
- Le pont de la Saulx. « Le pont avait 90 pieds de longueur entre les deux murs de coulée, sur 16 pieds 6 pouces de largeur, il était composé de 6 arches l’une desquelles est absolument détruite depuis longtemps. Il est probable qu’il ne fut refait complètement qu’en 1824. À cette époque, il existait « un pont de 6 arches dont 2 arches était encombrées et deux autres tombées ». Aussi l’eau passait-elle souvent de chaque côté du pont, dans les jardins, de sorte qu’on était obligé de laisser des intervalles dans les murs de clôture pour l’écoulement des eaux. »[3].
- Dans le village, près de l'église, se trouvent les restes de l'ancien château, dont la place est occupée par des maisons de particuliers, mais il existe encore un ancien pavillon à la base rectangulaire. Les caves coûtées, en très bon état, comprennent plusieurs couloirs.
- Le puits de Marche, de construction gallo-romaine, communiquait avec les terrains voisins au moyen d'un aqueduc, légèrement courbé, voûté en anse de panier[37].

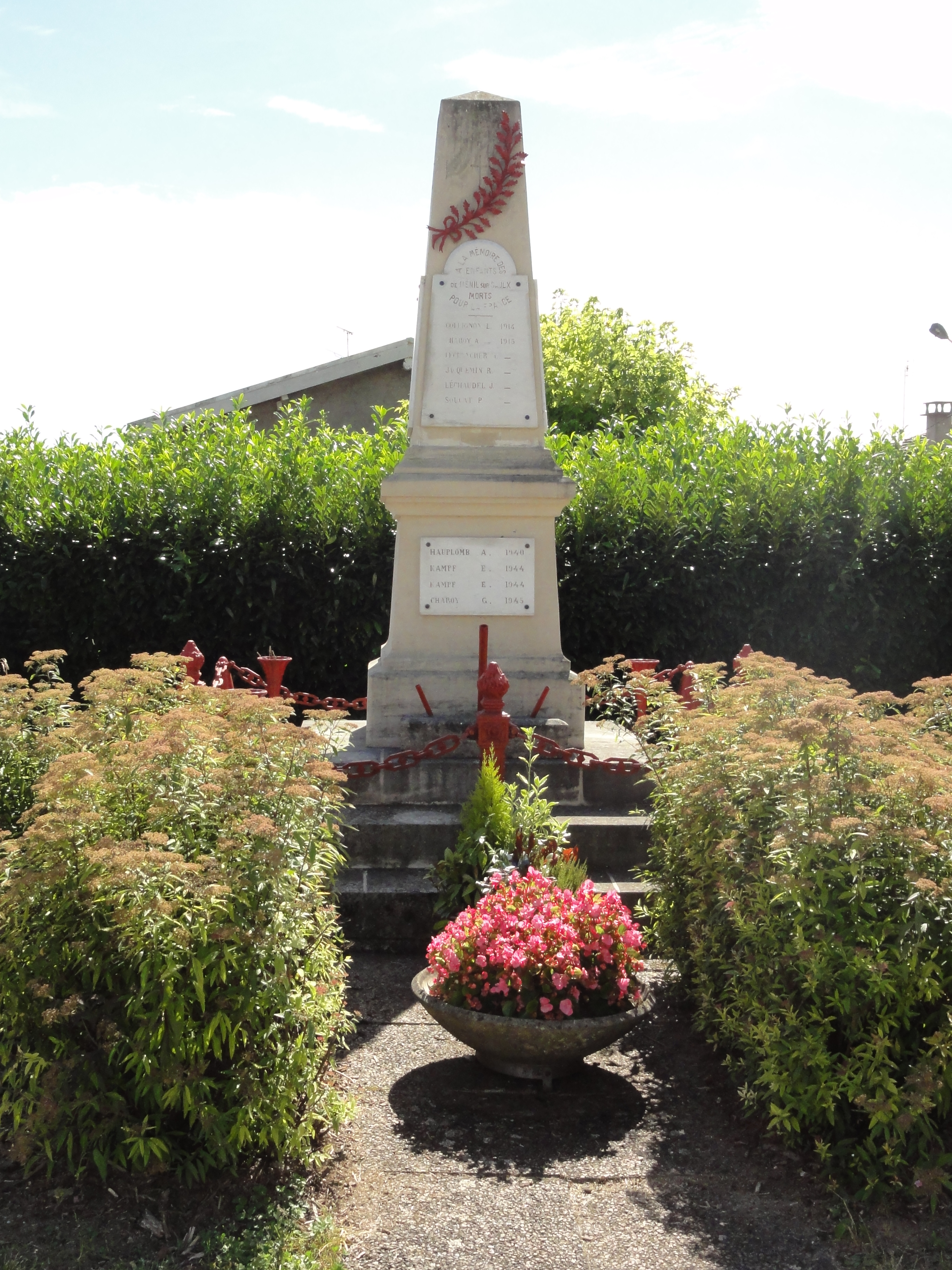
Monument aux morts.
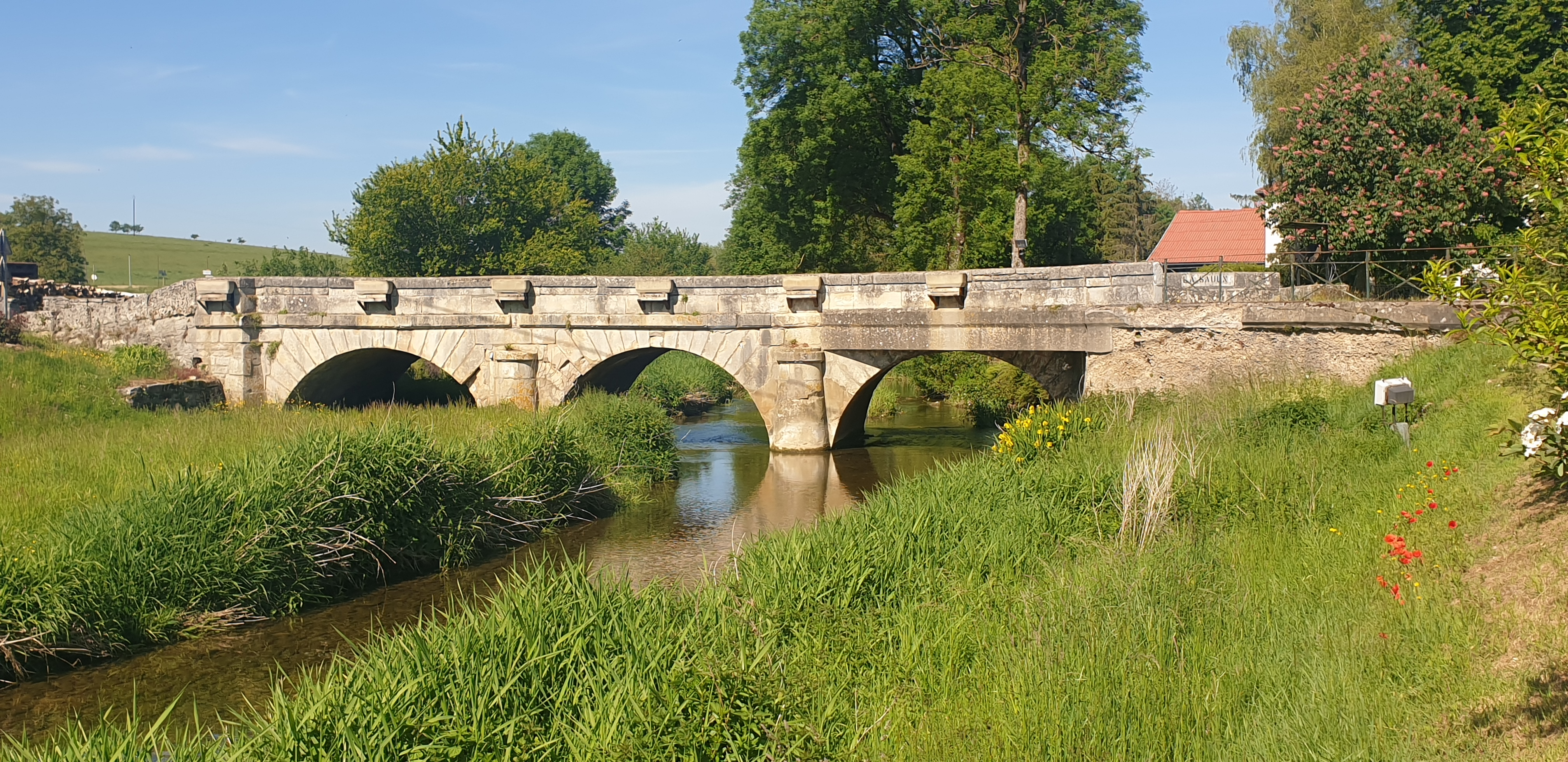
Pont de la Saulx
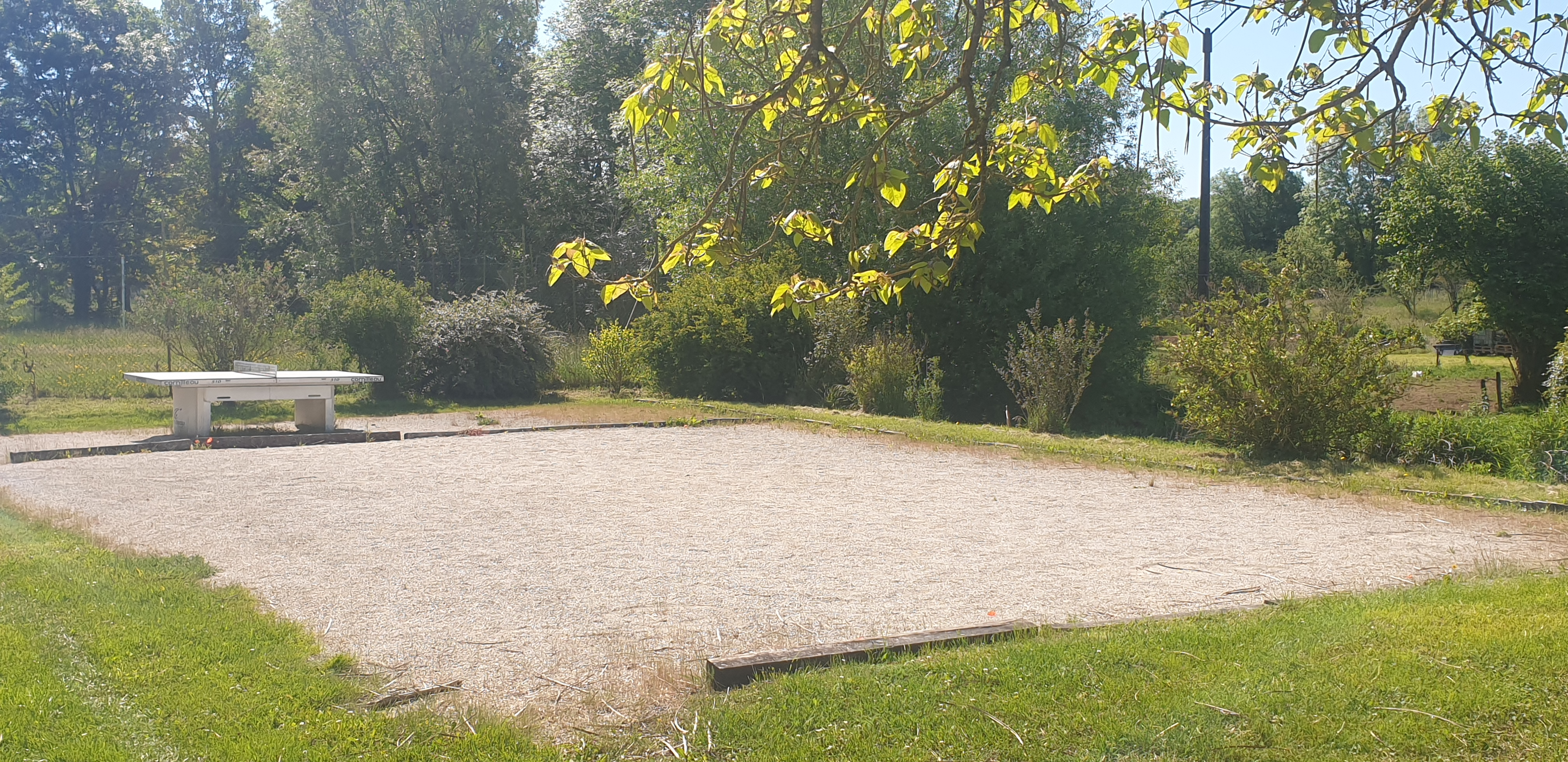
Aire de jeux

### Patrimoine naturel
Aucune zone Natura 2000, Zone naturelle d'intérêt écologique, faunistique et floristique (ZNIEFF)), ou réserve naturelle n'est répertoriée sur le territoire de la commune.
Les zones humides de la vallée de la Saulx constituent une zone de forte biodiversité. Elles hébergent notamment la cigogne noire, inscrite sur le Livre rouge des espèces menacées de France.
- Les berges de la Saulx.
- Un chemin de randonnée du Pays d’Accueil des Vallées de l’Ornain et de la Saulx (PAVOS) traverse le sud de la commune.

### Héraldique
| Blason de Ménil-sur-Saulx | Blason  | De gueules au chevron haussé d'or chargé, en chef, d’une croix ancrée de gueules et accompagné de 2 étoiles en chef, d’un saumon en pal en pointe et surmontant une trangle ondée, les quatre d’argent. Soutien sous l'écu : deux brins de pervenches tigés, feuillés de sinople et fleuris d'azur. |
| Blason de Ménil-sur-Saulx | Détails | Le chevron évoque un toit, la maison et ainsi Ménil (la maison rurale). La trangle ondée suit le cours de la Saulx. Les 2 étoiles d'argent sont celles de Marie, souvent représentée couronnée de 12 étoiles, la patronne, en son immaculée conception, de la paroisse. L’or du chevron et la croix ancrée rappellent que jadis le village dépendait du marquisat et de la prévôté de Stainville ; cette maison portait : d’or à la croix ancrée de gueules. Le saumon d’argent sur le champ de gueules (rouge) évoque les armes de Salm en Lorraine. Il représente Jean, comte de Salm (de 1495 à 1548) maréchal de Lorraine et de Bar. Marié à Louise de Stainville (+ 1586), il fit construire le château qui se dressait jadis près de l’église. Les pervenches représentent celles qui tapissent les bois environnants au printemps Le statut officiel du blason reste à déterminer. |